# Paul Sobol
Pour les articles homonymes, voir Sobol.

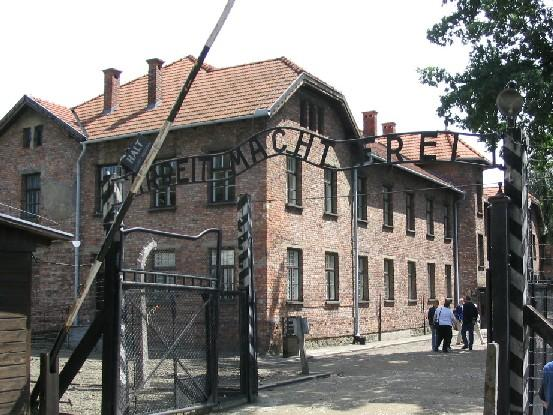
L'entrée d'Auschwitz I où Paul Sobol arriva le 2 août 1944.

Paul Sobol, né à Paris le 26 juin 1926 et mort le 17 novembre 2020  à Bruxelles issu d'une famille ouvrière d'origine juive polonaise, est un «passeur de mémoire» qui a survécu à la déportation des Juifs de Belgique pendant la Seconde Guerre mondiale.
Paul Sobol faisait partie du dernier convoi de déportation des Juifs à quitter la caserne Dossin en direction d'Auschwitz.
Publicitaire, il œuvra également au déploiement du tourisme maritime et subaquatique.
Il meurt à Bruxelles le 17 novembre 2020.

## Biographie
Paul Sobol naît à Paris en 1926. Deux ans plus tard sa famille s'installe à Bruxelles. Lors de l'invasion allemande, la famille Sobol se fond dans la population belge. Paul Sobol travaille un temps chez un fourreur, mais l'essai n'est pas concluant. En 1941, il reprend des études jusqu'en 1942. Le port de l'étoile juive et l'enregistrement pousseront la famille dans la clandestinité. Paul Sobol s’appellera durant ces années Robert Sax.
Le 13 juin 1944, tandis que les troupes alliées progressent en France, la famille Sobol est arrêtée par la Gestapo sur dénonciation. Emmenés à la Caserne Dossin à Malines, ils feront partie du convoi n°26 du 31 juillet 1944 qui, au départ de la caserne Dossin, sera le dernier à quitter le territoire belge en direction de Auschwitz.
À son arrivée au camp d'Auschwitz, Paul Sobol est affecté à un Kommando de menuisiers. Il exerce de multiples activités durant sa captivité. Le 18 janvier 1945, en raison de l'avance alliée, il est contraint de prendre part à une marche de la mort vers le camp de Gross-Rosen d'où il est enfermé avec tant d'autres dans des wagons à destination d'un camp annexe de Dachau (Mühldorf Waldlager) (Camp de Mühldorf (en)). Durant ce voyage, chacun lutte pour sa survie. Seuls 20 % des effectifs survivront à ce voyage. Le 25 avril 1945, à la suite d'un bombardement, Paul Sobol prend la fuite. Il trouve refuge dans un village parmi des prisonniers français qui sont libérés par les Américains le 1er mai 1945 et regagne la Belgique où il retrouve sa sœur. Son jeune frère et ses parents ne revinrent jamais,.

### La Famille[5]
Les parents :
- Papa de Paul Sobol : Rywen (Romain) Sobol, né à Varsovie le 26 mars 1900, mort à Theresienstadt après la libération du camp par les Soviétiques le 8 mai 1945 (date exacte du décès inconnue).

- Maman : Marie Szmulewicz, née à Kalisz en Pologne[6] le 1er mars 1895, morte du typhus à Bergen-Belsen après la libération du camp par les Anglais le 15 avril 1945 (date exacte du décès inconnue).

Les frères et sœur :
- Bernard, né à Halisru (?)[7] le 3 mai 1922 et mort d'une appendicite le 11 mars 1940[8].
- Paul, né à Paris le 26 juin 1926.
- Bella (Betsy), née à Bruxelles le 27 janvier 1928.
- David, né à Bruxelles le 26 septembre 1930, mort dans une marche de la mort au départ de Birkenau après le 18 janvier 1945 (date exacte du décès inconnue).

## Après la guerre
Le 16 septembre 1947, Paul Sobol épouse Nelly Vandepaer (1926-2012). Le couple aura dans les années qui suivent deux enfants, Alain et Francine.
Paul Sobol travailla dans la publicité. Il créa sa propre agence en 1954. S'étant tu pendant plus de 40 ans, il commença à témoigner de son expérience auprès des plus jeunes à partir de 1987, notamment dans les écoles secondaires. Membre du conseil d'administration et de la commission pédagogique de la Fondation Auschwitz, il participe chaque année au voyage d'études de ladite fondation à Auschwitz. En 2010, il écrit un récit de témoignage : Je me souviens d'Auschwitz.

## Ouvrage
- Paul Sobol, Je me souviens d'Auschwitz. De l'étoile de shérif à la croix de vie , Bruxelles, Racine, 2010, 221 p.  (ISBN 9782873866808).